# 侠女
『侠女 第一部：チンルー砦の戦い／第二部：最後の法力』（きょうじょ だいいちぶ ちんるーとりでのたたかい/だいにぶ さいごのほうりき、原題：俠女、英語題：A Touch of Zen）は、キン・フー監督・脚本による台湾・香港の武侠映画である。
中国の古典文学『聊斎志異』の中の一篇「侠女」から題名と物語の大枠だけを借りて映画化。台湾の聨邦影業公司で製作。台湾での公開時は上下二部であり、上が1970年、下が1971年に公開された。1971年に香港で公開された際に、上下巻が1本となった。第28回カンヌ国際映画祭高等技術委員会グランプリ受賞作品。有名な竹林のバトルシーンは後にアン・リー監督が『グリーン・デスティニー』で応用しオマージュをささげている。
日本では1989年8月29日より、池袋サンシャイン劇場にて開催された「胡金銓電影祭」にて上映。第一部と第二部と合わせたデジタル修復版が第17回東京フィルメックスにて2016年11月27日に上映、2017年1月28日より劇場公開された。

## スタッフ
- 監督・脚本：キン・フー（胡金銓）
- 撮影：ファ・フィイン（華慧英）
- 音楽：ウー・タイコン（吳大江）
- 武術指導：ハン・インチェ（韓英傑）

## キャスト
- 楊慧貞（ヤン）（チンルー砦に母娘で引っ越してきた娘。実は魏忠賢ら宦官たちに殺された東林党の忠臣楊漣の娘）／シュー・フォン（徐楓）
- 顧省斎（グー）（チンルー砦に住み、絵や書を売る書生。諸葛孔明に憧れている）／シー・チュン（石雋）
- 石問樵（シー将軍）（盲目の占い師。実は楊の父親の部下の将軍だった）／パイ・イン（白鷹）
- 欧陽年（オウヤン）（明朝の組織東廠の刺客）／ティエン・ポン（田鵬）
- 魯定庵（ルー将軍）（旅の薬売り。実は楊の父親の部下の将軍だった）／シュエ・ハン（薛漢）
- 慧圓大師（楊慧貞たちを助けた高僧）／ロイ・チャオ（喬宏）
- 門達（欧陽年の後に派遣されてきたその上司の宦官）／ワン・ルェイ（王瑞）
- 許顕純（東廠の最後の刺客）／ハン・インチェ（韓英傑）

## 評価
Rotten Tomatoesでは、12件のレヴューで支持率は92%、平均値は7.6点だった。
『Empire』のパトリック・ピーターズは「振り付けの巧妙さは、息をのむ素晴らしさである」と述べた。AllMovieのジョナサン・クロウは、「見事なジャンル映画として、最良かつ最も革新的なアクション場面が展開されている」と述べる一方、「ラスト20分で『2001年宇宙の旅』以来のトリッピーな結末を迎える本作は、実験映画の領域へと進行方向を変えていく」と指摘した。
1975年の第28回カンヌ国際映画祭にて、高等技術委員会グランプリを受賞した。